# Servantes du Saint-Sacrement
Les Servantes du Saint-Sacrement (en latin : Societatis Ancillarum a Sanctissimo Sacramento) est une congrégation religieuse féminine contemplative de droit pontifical.

## Histoire
La congrégation est fondée le 25 mai 1858 à Paris par saint Pierre-Julien Eymard et avec l'aide de Marguerite Guillot (en religion Mère Marguerite du Saint-Sacrement).
Les Servantes du Saint-Sacrement constituent la branche féminine de la congrégation du Saint-Sacrement et se dévoue l'Adoration eucharistique.
La congrégation est approuvée en juin 1858 par le cardinal François Morlot, archevêque de Paris. La congrégation est par la suite approuvée par le pape Pie IX le 21 juillet 1871. Ses constitutions sont confirmées le 8 mai 1885 par le pape Léon XIII. 

## Activités et diffusion
Les Servantes du Saint-Sacrement sont vouées à l'adoration perpétuelle du Saint-Sacrement exposé, à la propagation de la dévotion eucharistique et à la catéchèse.
Elles sont présentes en:
- Europe : France, Italie, Pays-Bas.
- Amérique : Brésil, Canada, États-Unis.
- Afrique : République du Congo.
- Asie : Philippines, Vietnam.
- Océanie : Australie.

La maison-mère est à Sherbrooke au Canada.
En 2017, la congrégation comptait 296 sœurs dans 28 maisons.